# Praia Central
Orla da Praia Central
A Praia Central, também conhecida como Praia de Balneário Camboriú, é uma praia localizada na cidade de Balneário Camboriú, no estado brasileiro de Santa Catarina, sendo considerada a principal praia do município. A Praia Central se situa junto à Avenida Atlântica e compreende a principal parte da vida noturna e turística do município, sendo que compreende uma faixa de 6,8 km de extensão, com águas calmas e habitadas por banhistas durante todo o ano.
Há 600 metros da praia está localizada a ilha das Cabras, um dos cartões postais da cidade.
A Praia Central é o principal local do Réveillon de Balneário Camboriú, inclusive com queima de fogos por 15 minutos.
De acordo com o Instituto do Meio Ambiente de Santa Catarina, a praia estava imprópria para banho na temporada de 2023/2024.  A Empresa Municipal de Água e Saneamento de Balneário Camboriú, porém, respondeu que as chuvas e a eficácia do tratamento de esgoto interferiram na balneabilidade da praia.

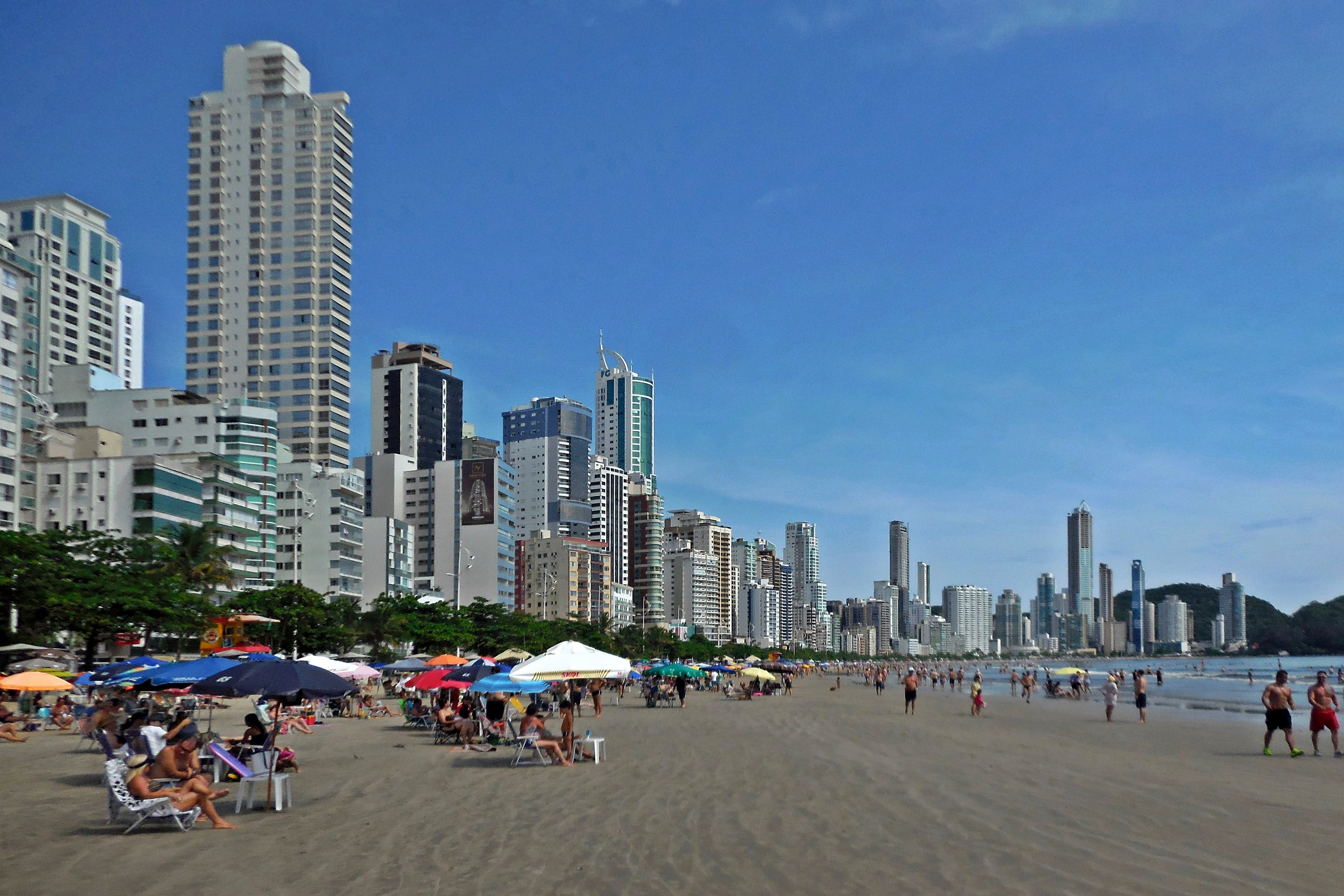
Praia Central e Barra Norte ao fundo.
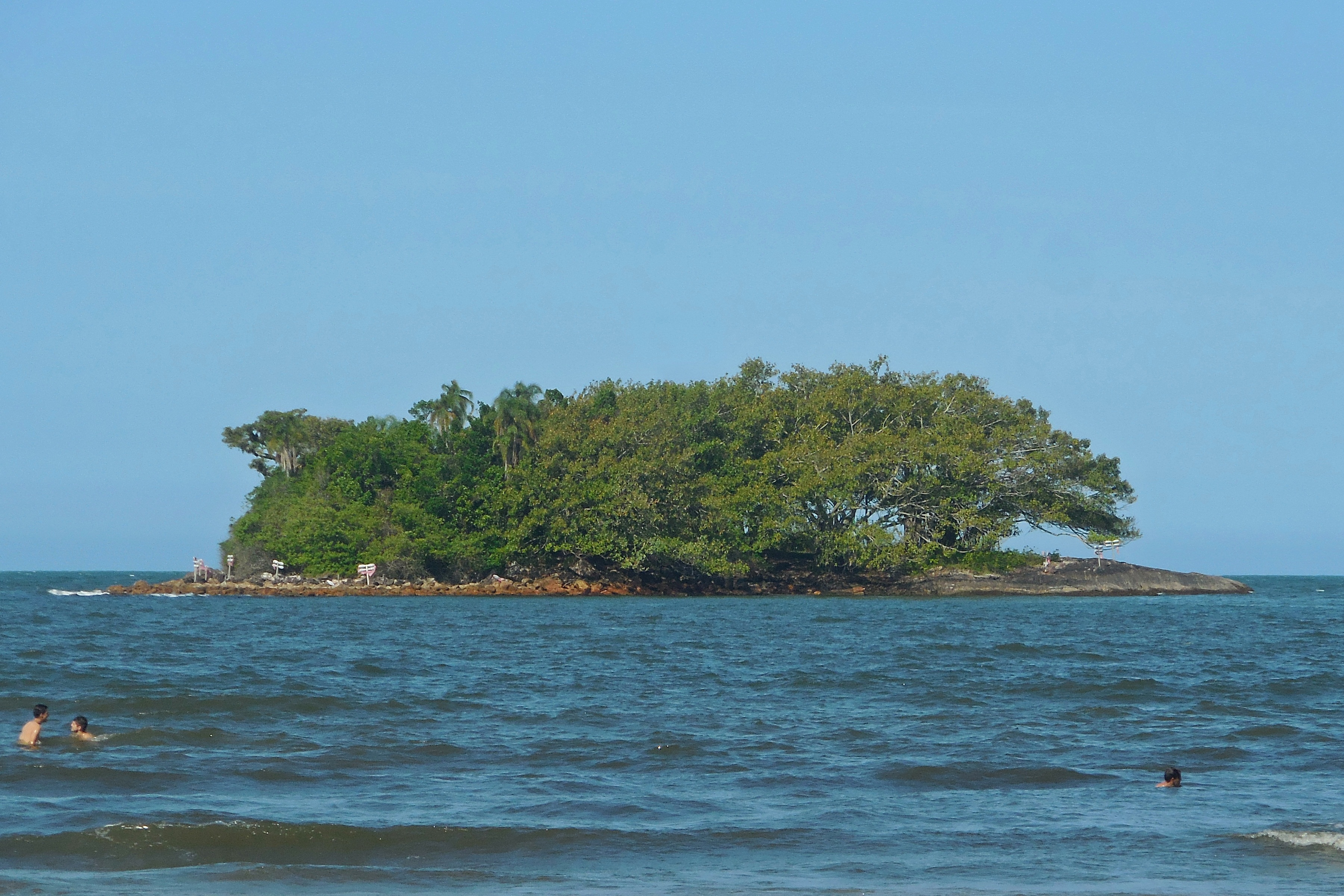
Ilha das Cabras vista da Praia Central.
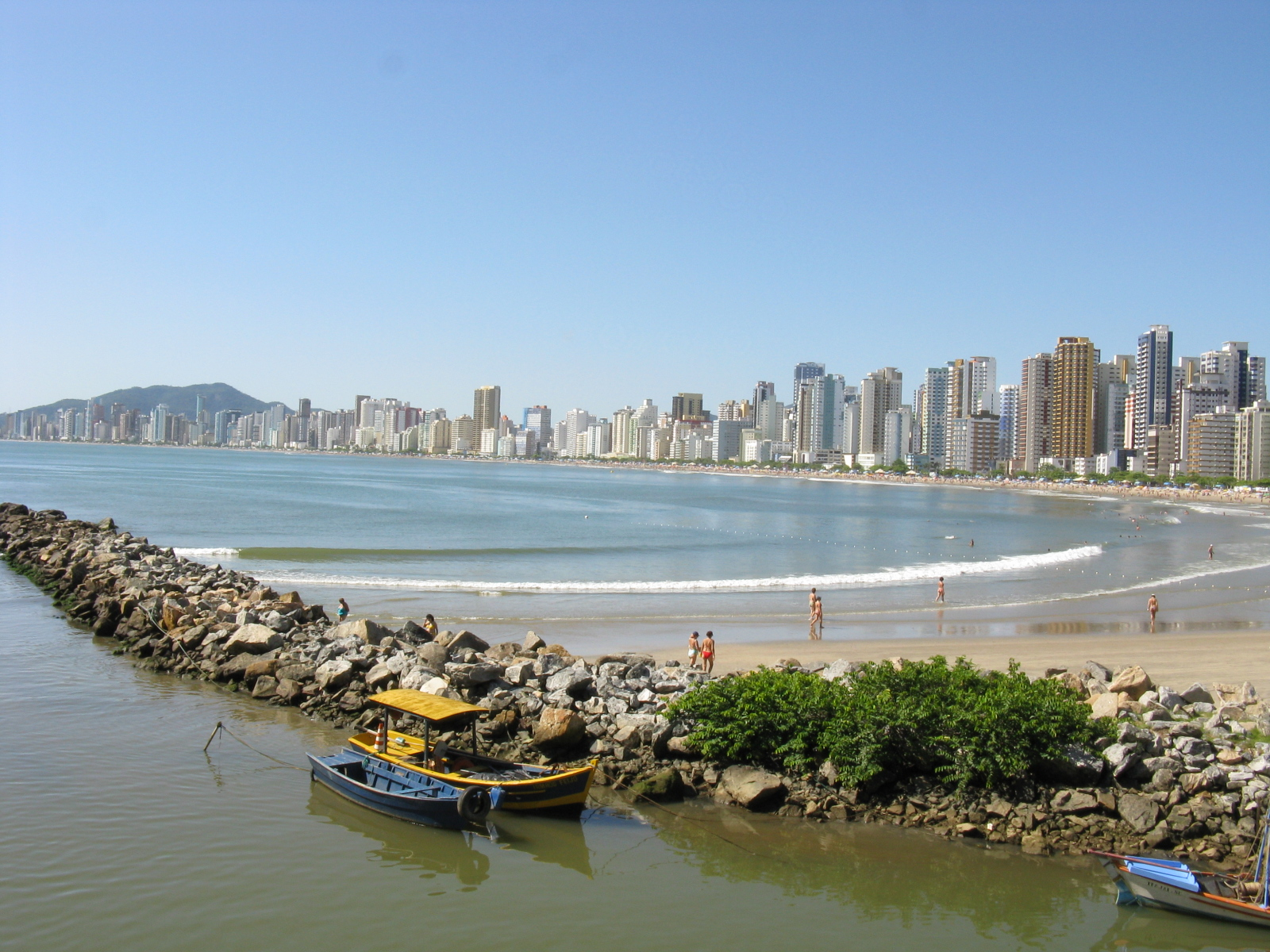
Praia central vista da Barra Norte em 2007.